# Фольгосо-де-ла-Рібера
Фольгосо-де-ла-Рібера (ісп. Folgoso de la Ribera) — муніципалітет в Іспанії, у складі автономної спільноти Кастилія-і-Леон, у провінції Леон. Населення — 1233 особи (2010).
Муніципалітет розташований на відстані близько 330 км на північний захід від Мадрида, 60 км на захід від Леона.
На території муніципалітету розташовані такі населені пункти: (дані про населення за 2010 рік)
- Боеса: 121 особа
- Фольгосо-де-ла-Рібера: 408 осіб
- Ла-Рібера-де-Фольгосо: 514 осіб
- Росуело: 43 особи
- Тедехо: 20 осіб
- Ель-Вальє: 90 осіб
- Вільявісьйоса-де-Сан-Мігель: 37 осіб

## Демографія
Динаміка населення (INE ):